# (16735) 1996 JJ
1996 جاي جاي (ويعرف أيضًا باسم (16735) 1996 جاي جاي وفق تسمية الكوكب الصغير) (بالإنجليزية: 1996 JJ)‏ هو كويكب ضمن حزام الكويكبات؛ وترتيبه 16735 من حيث الاكتشاف.
اكتُشف هذا الجُرم الفلكي بواسطة هيروشي كانيدا في 8 مايو 1996.

## وصلات خارجية
- (16735) 1996 JJ في قاعدة بيانات مختبر الدفع النفاث لأجرام النظام الشمسي الصغيرة

- الاكتشاف · مخطط المدار ·  العناصر المدارية · المعلمات المادية

- (16735) 1996 JJ على موقع ويكي سكاي: DSS2, SDSS, GALEX, IRAS, Hydrogen α, X-Ray, Astrophoto, Sky Map, Articles and images